# Грищук Оксана Вікторівна
Окса́на Ві́кторівна Грищу́к (12 жовтня 1977 року, м. Львів, УРСР, СРСР) — українська юристка, професорка кафедри теорії та філософії права юридичного факультету Львівського національного університету імені Івана Франка, доктор юридичних наук (2008), професор (2015). Суддя Конституційного Суду України від 19 травня 2022 року.

## Біографія
У 1999 році закінчила з відзнакою юридичний факультет Львівського національного університету імені Івана Франка.
У 2001 році захистила дисертацію на здобуття наукового ступеня кандидата юридичних наук на тему: «Право людини на компенсацію моральної шкоди: загальнотеоретичні аспекти» у Київському національному університеті імені Тараса Шевченка. Науковий ступінь присуджено в 2002 році.
У 2007 присвоєно вчене звання доцента кафедри теорії та історії держави і права.
У 2008 році захистила дисертацію на здобуття наукового ступеня доктора юридичних наук на тему: «Людська гідність у праві: філософські аспекти» у Національній юридичній академії імені Ярослава Мудрого.
У 2015 році присвоєно вчене звання професора кафедри теорії та філософії права.
З 2001 року працювала на посаді асистента, з 2007 року — на посаді доцента кафедри теорії та історії держави і права, а з 2011 року і донині — на посаді професора кафедри теорії та філософії права Львівського національного університету імені Івана Франка.
З 2003 р. за сумісництвом працювала у Львівській лабораторії прав людини і громадянина Науково-дослідного інституту державного будівництва та місцевого самоврядування Національної академії правових наук України.
З 2020 року працює тренеркою-викладачкою в Національній школі суддів України[джерело?].
Проходила наукові стажування за кордоном у Віденському університеті в 2001 році, Вроцлавському університеті в 2004 році, Католицькому університеті імені Івана Павла ІІ у місті Люблін в 2011 році, Університеті Ченстохова в 2019 році. У 2015 році брала участь у школі підвищення кваліфікації «Викладання юридичних дисциплін англійською мовою» у межах проєкту Темпус 530391-2012-SL-JPCR «Європейська політика сусідства: право та належне врядування».
Тричі рекомендувалася на посаду судді Конституційного Суду України — у 2017, 2019 та 2020 роках.
26 листопада 2021 року призначена суддею Конституційного Суду України. 19 травня 2022 року склала присягу судді Конституційного Суду.

## Наукові інтереси
- Філософія права[2];
- Теорія держави і права[2].
- Конституційне право[12][13]

## Науковий доробок
Під керівництвом Грищук О. В. захищено 12 кандидатських дисертацій.
Є членкою редколегії журналів: «Вісник Львівського університету. Серія юридична», «Український часопис конституційного права», «Слово Національної школи суддів України», «Право України».
Грищук О. В. є членкою спеціалізованих вчених рад Д 41.086.04 в Національному університеті «Одеська юридична академія» та Д 35.052.19 в Національному університеті «Львівська політехніка».

## Основні наукові публікації
Має понад 150 публікацій, в тому числі 14 монографій, зокрема:
1. Грищук О. В., Рабінович П. М. Право людини на компенсацію моральної шкоди (загальнотеоретичні аспекти): [монографія]. / Грищук О. В., Рабінович П. М. — Львів, 2006. -197с.
2. Грищук О. В. Людська гідність у праві: філософські проблеми: [монографія]. / Грищук О. В. — Київ: Атіка, 2007. — 432с.
3. Грищук О. В., Романинець М. Р. Формування та розвиток ідеї відповідальності людини в праві: [монографія]. / Грищук О. В., Романинець М. Р. — Л.: Львівський державний університет внутрішніх справ, 2013. — 268 с.
4. Грищук О. В., Гелеш А. І. Формування та розвиток ідеї гуманізму в праві: [монографія]. / Грищук О. В., Гелеш А. І. — Хмельницький: Хмельницький університет управління та права 2013. — 288 с.
5. Грищук О. В., Добош З. А. Конвергенція справедливості і права: філософсько-правовий аспект: [монографія]. / Грищук О. В., Добош З. А. — Хмельницький: Хмельницький університет управління та права, 2013. — 268 с.
6. Грищук О. В., Попов Д. І. Застосування природного права при здійсненні судового угляду: філософсько-правові аспекти: монографія / Грищук О. В., Попов Д. І. — Хмельницький: Хмельницький університет управління та права, 2014. — 320 с.
7. Грищук О. В., Соломчак Х. Б. Детермінанти позитивної правової відповідальності людини: філософсько-правовий вимір. — Хмельницький, 2016. — 347 с.
8. Грищук О. В., Заболотна Н. Я. Юридична техніка творення та тлумачення нормативно-правових договорів: теоретико-правовий вимір. — Хмельницький, 2017. — 214 с.
9. Грищук О. В., Слюсарчук Х. Т. Лібералізм та комунітаризм у філософсько-правовому вимірі: монографія / Грищук О. В., Слюсарчук Х. Т. — Хмельницький: Хмельницький університет управління та права, 2018. — 209 с.
10. Грищук О. В., Бокало Н. І. Генеза ідеї рівності у класичних та некласичних типах праворозуміння. — Хмельницький, 2018. — 200 с.
11. Грищук О. В., Шейна А. М. Онтологія принципу демократизму у праві: філософсько-правовий зріз. — Хмельницький, 2019. — 247 с.
12. Грищук О. В., Калітинський В. М. Правовий ідеал як основа формування правових ідеологій в основних типах праворозуміння. — Хмельницький, 2019. — 293 с.
13. Грищук О. В. Філософія конституційних цінностей: монографія. Київ: «Компанія ВАІТЕ». 2019. 416 с. Монографія видана за сприянням координатора проектів ОБСЄ в Україні. (link [Архівовано 24 лютого 2022 у Wayback Machine.])[18]
14. Грищук О. В. Конституційні цінності: філософські та судові аспекти. Видання 2-е. Київ: «Компанія ВАІТЕ». 2020. 530 с. Монографія видана за сприянням координатора проектів ОБСЄ в Україні.[19]

## Наукові заходи
Учасник і доповідач науково-практичних заходів, організованих Національною академією правових наук України, зокрема:
- ІІ Міжнародного Харківського юридичного форуму (25 вересня 2018 р., м. Харків);
- Міжнародної конференції «Сучасні виклики та актуальні проблеми судової реформи в Україні» (18 жовтня 2018 р., м. Чернівці);
- Міжнародної конференції «Людська гідність і права людини як основа конституційного устрою держави» (19 жовтня 2018 р., м. Хмельницький);[20]
- Міжнародна науково-практична конференція «Конституційні цінності: правова природа та практика реалізації» (17 травня 2019 р., м. Хмельницький);[21]
- Міжнародна науково-практична конференція «Економічні свободи та інституції: правове регулювання та ефективність» (22 жовтня 2020 р., м. Ужгород) та ін.

Бере участь у роботі координатора проектів ОБСЄ в Україні у якості учасника, лектора та експерта заходів, організованих спільно з Конституційним Судом України, зокрема:
- VII літня школа для аспірантів і студентів юридичних факультетів «Верховенство права і конституціоналізм» відбулась (21–29 липня 2018 року м. Чернівці та м. Яремче);
- Конституційний полілог 2018. Зміни до Конституції України: теорія і практика в конституційній демократії (7 грудня 2018 р., м. Київ);
- Діалоги про правову реформу (17 грудня 2018 р., м. Ужгород);
- Конституційне кафе. Рішення Конституційного Суду за конституційною скаргою: як жити далі? (20 грудня 2018 р., м. Київ);
- Міжнародна науково-практична конференція «Права людини і національна безпека: роль органу конституційної юрисдикції» (27 червня 2019 р.);
- VIII літня школа для аспірантів і студентів юридичних факультетів «Верховенство права і конституціоналізм» (липень 2019 року м. Львів — Старе Село);
- Експертне обговорення на тему: «Проблеми прийнятності конституційної скарги: досвід трьох років запровадження» (грудень 2019, м. Київ)[22];
- IX літня школа для аспірантів і студентів юридичних факультетів «Верховенство права і конституціоналізм» (липень 2020 року с. Поляна);[23]
- Національний форум «Виклики сьогодення та шляхи вирішення»[24];
- Науково-практична онлайн-конференція «Принцип поділу влади та його гарантування органами конституційного судочинства» (18 червня 2021 року, м. Київ — Львів)[25];
- Х літня школа для аспірантів і студентів юридичних факультетів «Верховенство права і конституціоналізм» (серпень 2021 року м. Косів) та ін.

Грищук О. В. є членом Львівської Регіональної Ради Реформ Правосуддя в межах проекту EU Project «Pravo-Justice», основною метою якої є налагодження комунікації регіонів та центру в процесі реалізації та втіленні судової реформи та реформування сектору правосуддя[джерело?].

## Родина та статки
Батько — Віктор Грищук, член Вищої ради правосуддя та один із трьох її членів які, за інформацією Націона́льного антикорупці́́йного бюро́ Украї́ни, пов'язані із головою Окружного адміністративного суду міста Києва Павлом Вовком. Відповідно до поданої декларації за 2018 рік, чоловік — приватний підприємець, займається орендою нерухомого майна; за 2018 рік задекларував 102 тис. грн доходів. У 2014 році Оксана Грищук набула будинок у Львівській області, площею 373 кв. м, та дві квартири у Львові — 43 та 71 кв. м, вартість яких вона не задекларувала. Має автомобіль Lexus 2010 року випуску, придбаний у 2012 році за 280 тис. грн, тоді як ринкова ціна, на той час, була вдвічі вищою. На думку Центру протидії корупції та Автомайдану, доходи родини можуть бути не співмірні з наявним майном.